# Hidden Orchestra
Hidden Orchestra – szkocki zespół jazzowy z Edynburga, łączący jazz z muzyką elektroniczną, klasyczną i hip-hopem. Jego liderem jest Joe Acheson. Grupa pierwotnie była znana jako Joe Acheson Quartet. Podczas gdy duża część studyjnych nagrań jest oparta na elektronice i samplingu, na żywo zespół występuje jako kwartet złożony z dwóch perkusji, kontrabasu i skrzypiec (zamiennie z pianinem). 
Hidden Orchestra występowała jako support przy okazji koncertów m.in. Aima, Bonobo, Gillesa Petersona, Jagi Jazzist, Craiga Armstronga, The Bays i Coolio.
Pierwszy album grupy, Night Walks, został uznany za album miesiąca przez BBC Radio 1. Drugi album, Archipelago, ukazał się 1 października 2012.

## Nazwa
Nazwa grupy inspirowana jest historią kina: w latach kina niemego projekcje filmów odbywały się często z udziałem ukrytego przed publicznością (ang. hidden – ukryty) zespołu, który grał na żywo i tworzył w ten sposób „ścieżkę dźwiękową” filmu.

## Członkowie
- Joe Acheson – kontrabas, elektronika
- Poppy Ackroyd – pianino, skrzypce
- Tim Lane – perkusja
- Jamie Graham – perkusja

## Dyskografia
- Night Walks (20 września 2010, Tru Thoughts)
- Archipelago (1 października 2012, Tru Thoughts)
- Creaks: bonus, live & remixes (11 listopada 2022, Minority Records s.r.o)

### Single i EPki
- Footsteps (15 sierpnia 2010, Tru Thoughts)
- Flight EP (7 listopada 2011, Tru Thoughts)
- Vorka / Spoken (10 września 2012, Tru Thoughts)
- Fourth Wall / The Revival (25 lutego 2013, Tru Thoughts)
- Archipelago Remixes (8 lipca 2013, Tru Thoughts)

### Mixtape'y
- Night Walks on Vinyl Mixtape (24 lutego 2011)
- Outlook Festival Mixtape (20 lipca 2011)
- Flight Mixtape (24 stycznia 2012)
- Archipelago Mixtape (28 lutego 2013)